# L'Affaire Bernard Natan

L'Affaire Bernard Natan : Les Années sombres du cinéma français est un livre de l’historienne Dominique Missika, publié en 2023 chez Denoël, il obtient le Prix du livre d'histoire du cinéma au Festival international du film d'histoire de Pessac 2023.
Le livre retrace une partie de la vie du producteur, réalisateur et entrepreneur de cinéma Bernard Natan. Il réhabilite sa carrière face aux persécutions de l'extrême droite française, puis face
à la propagande et aux mesures antisémites du régime de Vichy et des nazies.
Dominique Missika combat la « légende noire » qui entache la mémoire de ce grand producteur.
L’ouvrage est réalisé à la demande de ses descendants.

## Contenu
Dominique Missika dédit son ouvrage aux petites filles de Bernard Natan pour leurs combats menant à sa réhabilitation dans l'histoire du cinéma français de l'entre deux guerres.
Celles ci sont bouleversées en 1981 à l'occasion de la diffusion à la télévision du film Le Chagrin et la Pitié, de Marcel Ophuls. « Elles y découvrent le portrait de leur grand-père démesurément agrandi dans l’exposition de propagande Le Juif et la France, inaugurée en septembre 1941 au palais Berlitz, près de l’Opéra de Paris. Organisée à l’initiative des Allemands et de l’Institut d’études juives, on y dénonçait la domination des Juifs en France : ils avaient tout envahi et ils s’étaient rendus maîtres du cinéma français qu’ils avilissaient, il fallait les éliminer ». Ce qui renforce leur combat et les mènera à rencontrer, entre autres, Dominique Missika en 2015.
L’ouvrage de Dominique Missika puise ses sources essentiellement dans les archives des descendants de Bernard Natan et dans les films et ouvrages que celles-ci ont inspirées,.
Nahum Tanenzapf, de son nom de naissance, est né en Roumanie d’une famille juive, il émigre en France en 1906, et débute en tant que projectionniste,,.
Nahum Tannenzapf s’associe à Henri Grognet et Henri Rasse pour créer deux structures : Ciné Actualités et Rapid Film. Ils réalisent des films où apparaissent des femmes dénudées, ce qui, à l’époque est considéré comme pornographique et puni par la loi.
En 1911, Nahum Tannenzapf est condamné à 1 000 francs d'amende et quatre mois de prison pour « outrages aux bonnes mœurs » pour la production de « film grivois ». Selon l'historien du cinéma Jean-Pierre Jeancolas, Natan aurait été privé de ses droits civiques à cette occasion, ce qui aurait forcé son frère à reprendre officiellement la direction de ses sociétés.
En 1931, Nahum Tannenzapf obtient légalement le droit de s’appeler Bernard Natan,.
Le livre évoque les faits d’armes de Natan pendant la Première Guerre mondiale, où engagé volontaire, il est blessé et décoré, il obtient la nationalité française,,.
La vie de Bernard Natan en France commence par un succès rapide dans le secteur du cinéma en plein développement dès les années 1920 qui le conduira à la tête de la firme Pathé-Natan, et s’achèvera par une tragédie amplifiée par l'occupation allemande et le régime de Vichy,.
L'ouvrage retrace ainsi la chute du producteur, les persécutions, calomnies et injustices dont il est l’objet alors que les campagnes antisémites se multiplient dans la France des années 1930,.
Bernard Natan est déporté et est mort en camp d’extermination à Auschwitz en fin 1942,.

## Accueil
Selon Jean-Pierre Allali, sur le site du CRIF, « Dans son enquête magistrale et bien documentée, Dominique Missika ne laisse aucune zone d’ombre dans sa description de la destinée de Bernard Natan ».
Selon L'Express, « Par son récit saisissant et son impressionnant travail de recherche, Dominique Missika rend sa juste place à cet homme intelligent, sensible et attaché à sa famille, dont le seul crime était d’être juif. ».

## Distinction
Le livre obtient le Prix du livre d'histoire du cinéma au Festival international du film d'histoire de Pessac 2023. « Le jury a voulu récompenser étude qui réhabilite le nom et l’honneur de Bernard Natan, un homme dévoué au cinéma mais qui fut écrasé par les passions tristes de son temps ».